# Cyber-shot

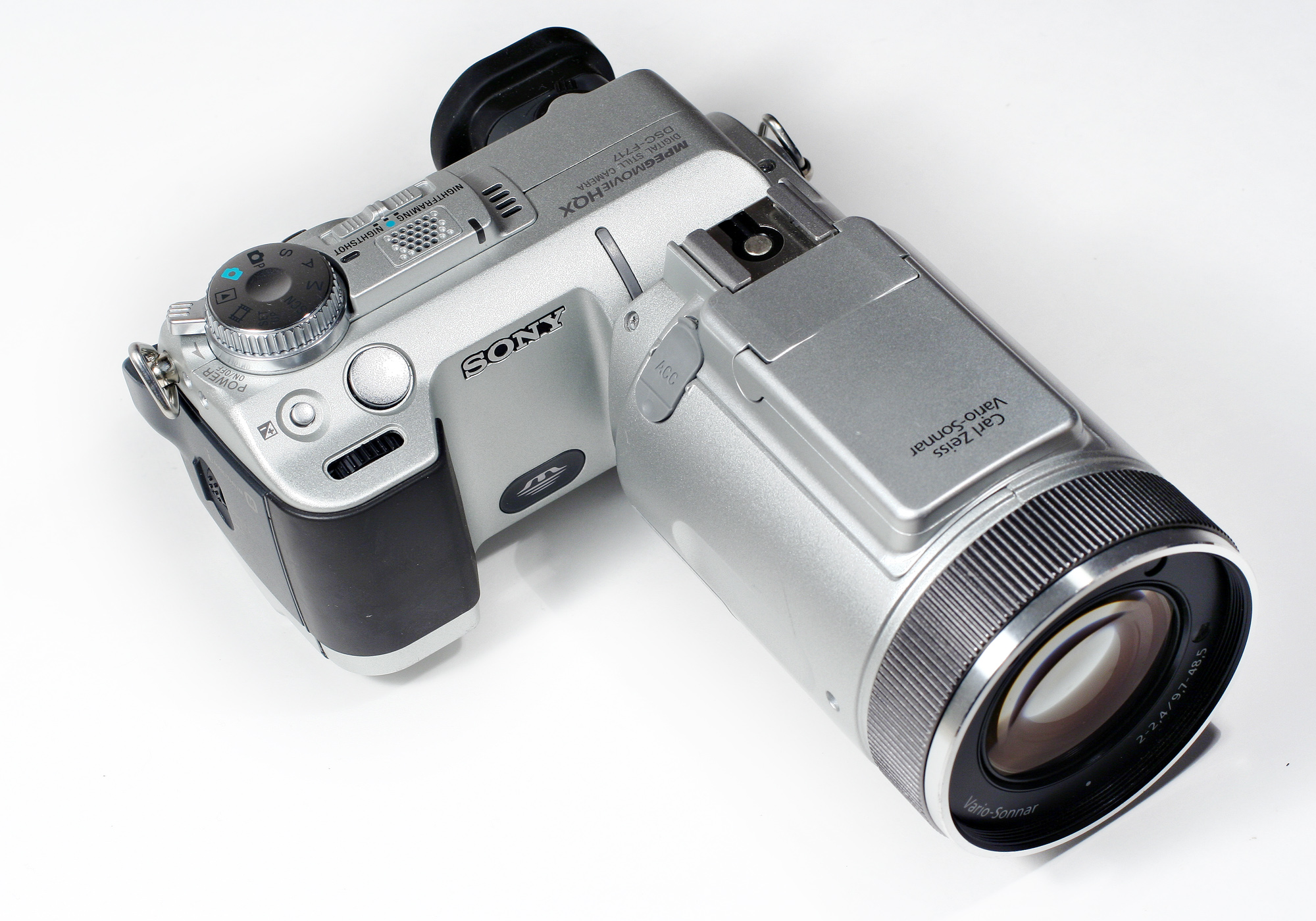
Sony Cyber-shot DSC-F717

Cyber-shot — линейка цифровых фотоаппаратов от компании Sony, представленная в 1996 году. Все фотоаппараты Cyber-shot поддерживают фирменную флэш-память Memory Stick, за исключением модели DSC-MD1, которая поддерживает только MiniDisc. Некоторые модели также поддерживают CompactFlash. Все фотокамеры Cyber-shot также поддерживают запатентованные карты флеш-памяти Memory Stick или Memory Stick PRO Duo. Некоторые профессиональные модели поддерживают CompactFlash. С 2006 по 2009 год компания Sony Ericsson использовала бренд Cyber-shot в линейке мобильных телефонов. У всех моделей Cyber-shot в названии стоит префикс DSC (англ. Digital Still Camera, «цифровая фотокамера»).

## История
История серии началась в 1996 году с выпуска модели Sony Cyber-shot F1. Это была цифровая фотокамера с модулем со встроенной вспышкой и 35-миллиметровым объективом, который мог поворачиваться на 180 градусов относительно основного корпуса и матрицей с разрешением 0,35 мегапикселя. Снимки с разрешением 640 х 480 пикселей записывались на миниатюрную карту памяти, и их можно было сразу просмотреть на 1,8-дюймовом дисплее и, если какие-то из них не понравились, тут же удалить. 
В 2001 году была выпущена модель Cyber-shot DSC-F707.

## Телефоны Cyber-shot

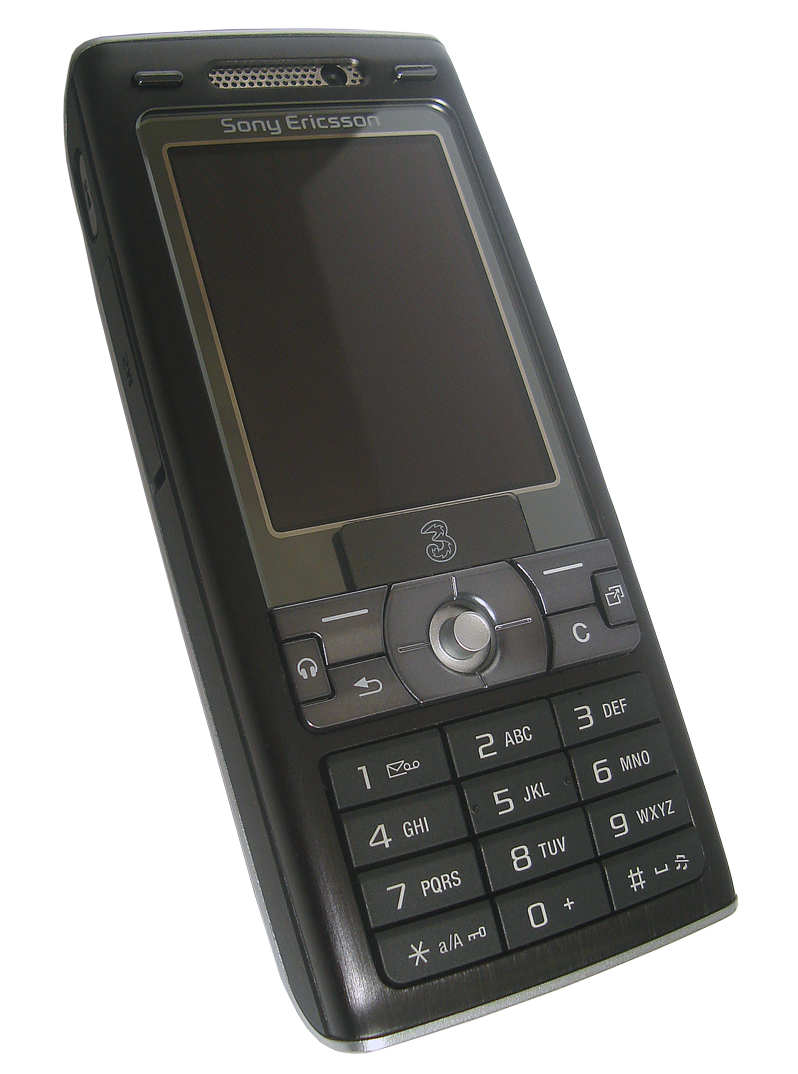
Sony Ericsson K800i

В 2006 году компания Sony Ericsson выпустила сотовые телефоны Sony Ericsson K790i и Sony Ericsson K800i (от K790i он отличался наличием фронтальной камеры для видеозвонков и присутствием 3G), использующие технологию Cyber-shot. Они были оснащены 3,2-мегапиксельной фотокамерой Cyber-shot и ксеноновой вспышкой.
6 февраля 2007 года Sony Ericsson анонсировала телефон Cyber-shot K810. В K810, созданного на основе успешного K800, добавлено несколько функций, которые делают его 3,2-мегапиксельную фотокамеру с автофокусом сравнимой по качеству с цифровой фотокамерой. У него есть ксеноновая вспышка и функция удаления эффекта «красных глаз». Sony Ericsson расширила бренд Cyber-shot на телефон K550, снабжённый 2,0-мегапиксельной камерой с автофокусом и светодиодной (полупроводниковые элементы) вспышкой. Также был анонсирован K850 с пяти-мегапиксельной камерой Cyber-shot и вспышкой и светодиодным фонариком. После этого камеры Cyber-shot перешли в отдельную линейку телефонов C-серии.
Sony Ericsson C905 стал первым телефоном Sony Ericsson имевший разрешение снимков в 8Мп. Он также имел ксеноновую и светодиодные фотовспышки.

## Модели

### Серия D
- DSC-D700 (1998, 1.4 Мп, 5х оптический зум, DSLR-камера с кроп-фактором ≈ 5,4[2].)
- DSC-D770 (1999, 1.4 Мп, 5х оптический зум)

### Серия F

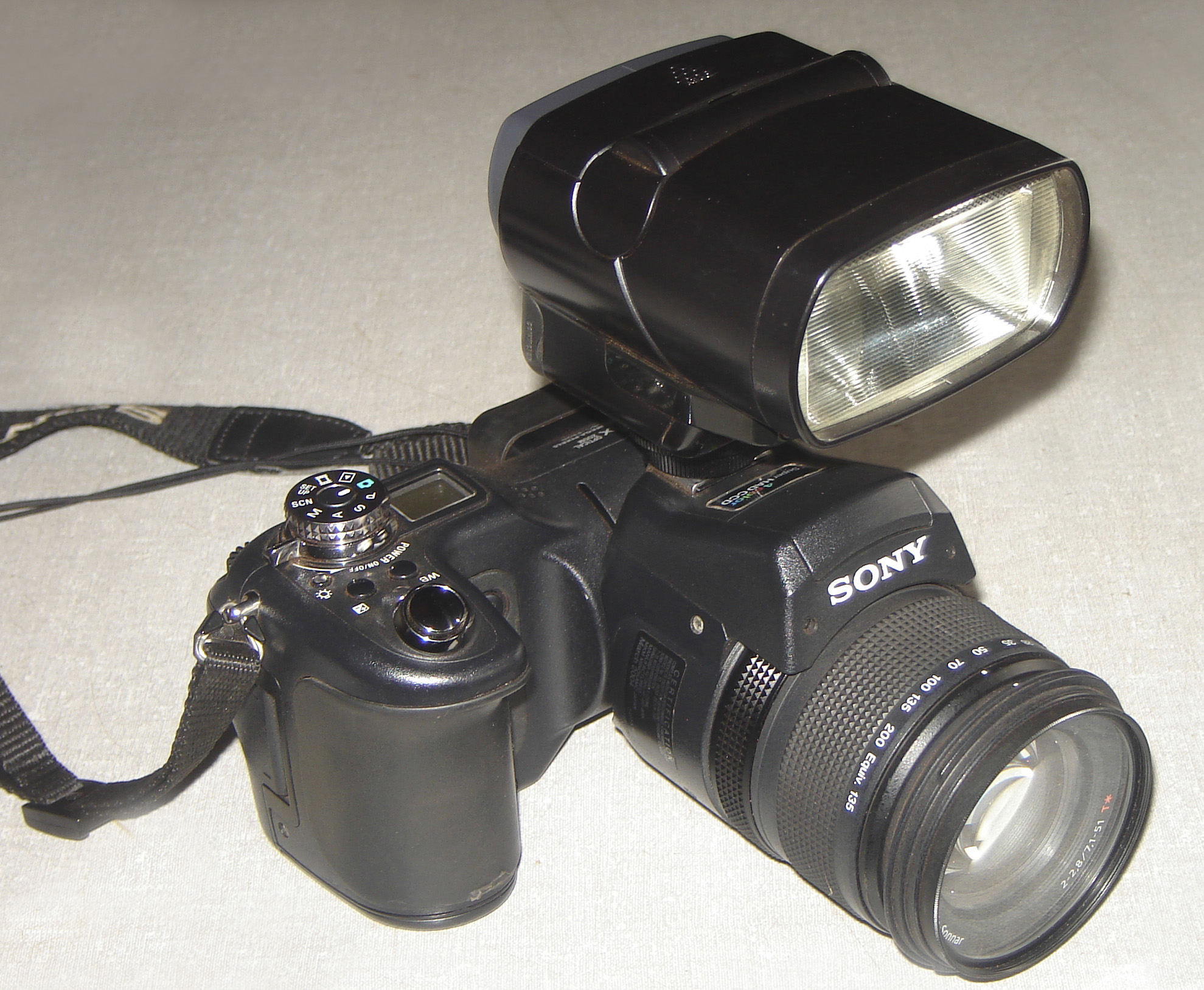
Sony Cyber-shot DSC-F828

- DSC-F1 (1996, 0.3 Мп, 640x480)
- DSC-F2 (1998, 0.3 Мп, 640x480)
- DSC-F3 (1998, 0.3 Мп, 640x480)
- DSC-F505 (1999, 2.1 Мп)[3]
- DSC-F55 (1999, 2.1 Мп)[4]
- DSC-F505V (2000, 2.6 Мп)[5]
- DSC-F55V (2000, 2.6 Мп)[6]
- DSC-F707 (2001, 5 Мп)[7]
- DSC-F717 (2002, 5 Мп)[8]
- DSC-F828 (2003, 8 Мп)[9]
- DSC-F88 (2004, 5 Мп)[10]

### Серия G
- DSC-G1 (6.1 megapixel, 5.5" LCD, 3x оптический зум, (38-114мм в пересчёте на 35-мм плёнку), объём встроенной памяти — 2 ГБ, MP3-плеер)

### Серия H

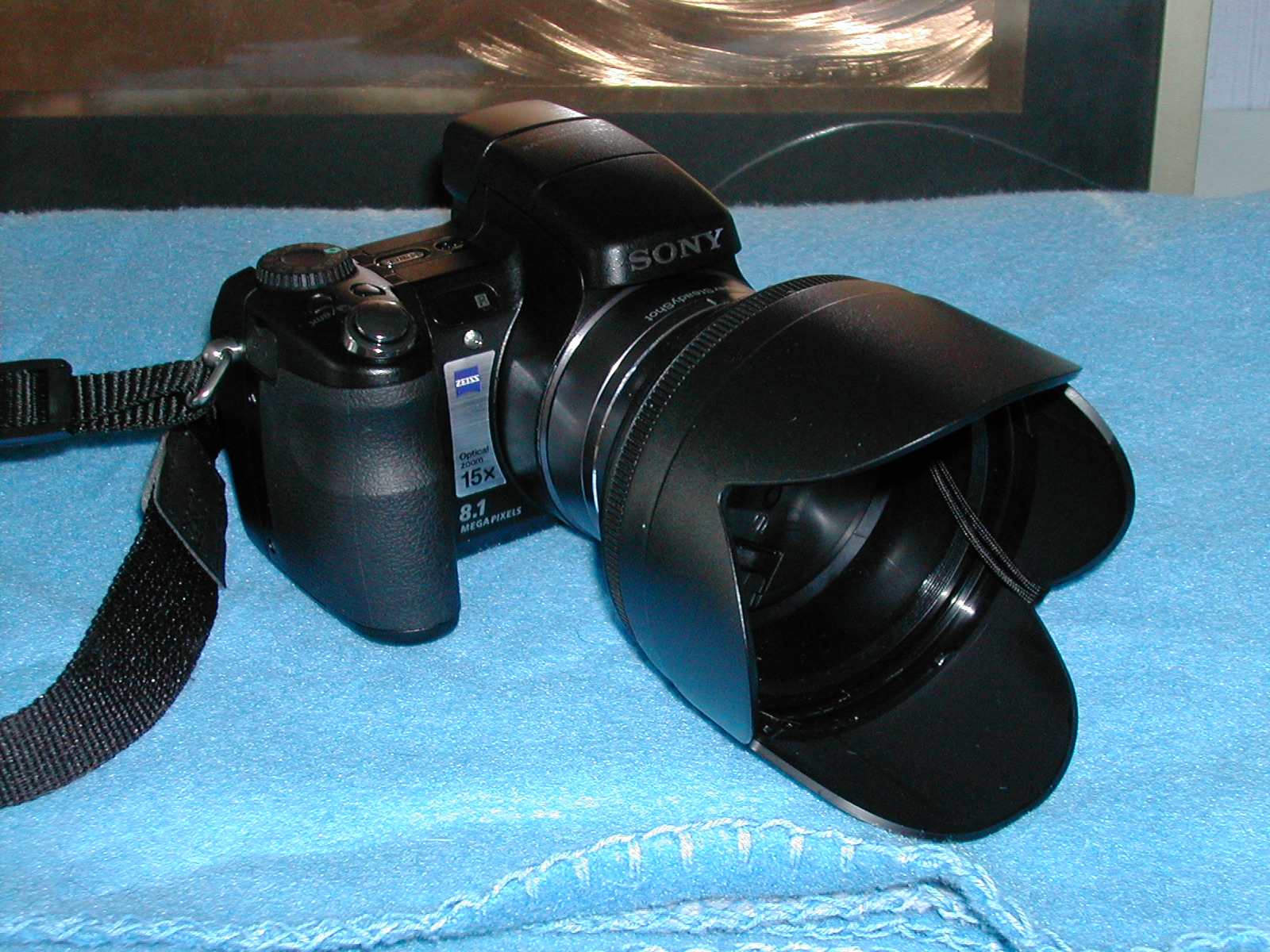
Sony Cyber-Shot DSC-H9

Камеры этой серии имеют несъёмный объектив, однако за счёт возможности использования дополнительных линз и фильтров могут быть адаптированны, например к макросъёмке.
- DSC-H1 (2005, 2.5" LCD, 5 Мп, 12x оптический зум)
- DSC-H5 (2006, 3" LCD, 7 Мп, 12x оптический зум)
- DSC-H2 (2006, 2" LCD, 6 Мп, 12x оптический зум)
- DSC-H9 (2007, 3" LCD, 8 Мп, 15x оптический зум)
- DSC-H7 (2007, 2.5" LCD, 8 Мп, 15x оптический зум)
- DSC-H3 (2008, 2.5" LCD, 8 Мп, 10x оптический зум, HDTV output)
- DSC-H10 (2008, 3" LCD, 8 Мп, 10x оптический зум)
- DSC-H50 (2008, 3" LCD, 9 Мп, 15x оптический зум)
- DSC-H20 (2009, 3" LCD, 10 Мп, 10x оптический зум, Видеосъёмка — HD 720)
- DSC-H55 (2010, 3" LCD, 14.1 Мп, 10x оптический зум (25-250 мм в пересчёте на 35-мм плёнку), HD 720 видео. (Упрощённая версия DSC-HX5V)
- DSC-H70 (2011, 3" LCD, 16 Мп, 10x оптический зум (25-250 мм в пересчёте на 35-мм плёнку), HD 720 видео. (Упрощённая версия DSC-HX7V)
- DSC-H90 (2012, 3" LCD, 16 Мп, 16x оптический зум (25-250 мм в пересчёте на 35-мм плёнку), HD 720 видео. (Упрощённая версия DSC-HX10V)
- DSC-H100 (2013, 3" LCD, 16.4 Мп, 21x оптический зум (25-525 мм в пересчёте на 35-мм плёнку), HD 720 видео.
- DSC-H200 (2013, 3" LCD, 20 Мп, 26.4x оптический зум (24-633 мм в пересчёте на 35-мм плёнку), HD 720 видео. (Упрощённая версия DSC-HX200V)
- DSC-H300 (2014, 3" LCD, 20.1 Мп, 35x оптический зум (25-875 мм в пересчёте на 35-мм плёнку), HD 720 30p видео. (Упрощённая версия DSC-HX300)
- DSC-H400 (2014, 3" LCD, 20.1 Мп, 63x оптический зум (24.5-1550 мм в пересчёте на 35-мм плёнку), HD 720 30p видео. (Упрощённая версия DSC-HX400V)

### Серия HX
Камеры этой серии отличаются большим зумом и FullHD видео. Если название оканчивается буквой «V», значит фотоаппарат оборудован блоком GPS.
- DSC-HX1 (2009, 9.1 megapixel, 20x оптический зум, HD видео)(Усовершенствованная модификация DSC-H20)
- DSC-HX5V (2010, 10 megapixel, 10x оптический зум (25-250 мм в пересчёте на 35-мм плёнку), матрица Exmor R™, HD видео, GPS, Награда EISA в категории лучшая фотокамера 2010 года компакт класса)
- DSC-HX7V (2011, 16 megapixel, 10x оптический зум (25-250 мм в пересчёте на 35-мм плёнку), матрица Exmor R™, FullHD видео, GPS)(Усовершенствованная модификация DSC-HX5)
- DSC-HX9V (2011, 16 megapixel, 16x оптический зум (24-384 мм в пересчёте на 35-мм плёнку), матрица Exmor R™, FullHD видео, GPS, Награда EISA в категории лучшая фотокамера 2011 года компакт класса)
- DSC-HX10V (2012, 18 megapixel, 16x оптический зум (24-384 мм в пересчёте на 35-мм плёнку), матрица Exmor R™, FullHD видео, GPS, пришла на смену DSC-HX7V)
- DSC-HX20V (2012, 18 megapixel, 20x оптический зум (25-500 мм в пересчёте на 35-мм плёнку), матрица Exmor R™, FullHD видео, GPS, пришла на смену DSC-HX9V)
- DSC-HX50V (2013, 20.4 megapixel, 30x оптический зум (24-720 мм в пересчёте на 35-мм плёнку), матрица Exmor R™ CMOS, FullHD 50p/25p видео, GPS, Wi-Fi, пришла на смену DSC-HX20V)
- DSC-HX60 (2014, 20.4 megapixel, 30x оптический зум (24-720 мм в пересчёте на 35-мм плёнку), матрица Exmor R™ CMOS, FullHD 60p/50p/25p видео, Wi-Fi, NFC, пришла на смену DSC-HX50V)
- DSC-HX100V (2011, объектив Carl Zeiss Vario-Sonnar 2,8-5,6/4,8-144, 16.2 megapixel, 30x оптический зум, электронный видоискатель, матрица Exmor R™, FullHD видео, GPS)
- DSC-HX200V (2012, объектив Carl Zeiss Vario-Sonnar T* 2,8-5,6/4,8-144(27-810 мм в пересчёте на 35-мм плёнку), 18.2 megapixel, 30x оптический зум, электронный видоискатель, матрица Exmor R™, FullHD видео, GPS)
- DSC-HX300 (2013, объектив Carl Zeiss Vario-Sonnar T* 2,8-6.5/4.3-215, 20.4 megapixel, 50x оптический зум (24-1200 мм в пересчёте на 35-мм плёнку), оптический видоискатель, матрица Exmor R™ CMOS, FullHD видео)
- DSC-HX400V (2014, объектив Carl Zeiss Vario-Sonnar T* 2,8-6.5/4.3-215, 20.4 megapixel, 50x оптический зум (24-1200 мм в пересчёте на 35-мм плёнку), электронный видоискатель, матрица Exmor R™ CMOS, FullHD 60p/50p/25p видео, GPS, пришла на смену DSC-HX300)

### Серия L
- DSC-L1 (2008, 4.1 megapixel, 3x оптический зум)

### Серия M
DSC-M1 :: DSC-M2

### Серия N
DSC-N1 :: DSC-N2

### Серия P
- DSC-P1 (3,1 мегапикселей, трансфокатор 3x, 39-117 эквивалент 35-мм плёнке, экран 1.5", питание NP-FC11);
- DSC-P2 (2 мегапикселей, трансфокатор 3x, 39-117 эквивалент 35-мм плёнке, экран 1.5", питание NP-FC11);
- DSC-P3 (3.1 мегапикселей, 36 мм эквивалент 35-мм плёнке, экран 1.5", питание NP-FC11);
- DSC-P5 (3.1 мегапикселей, трансфокатор 3x, 39-117 эквивалент 35-мм плёнке, экран 1.5", питание NP-FC11);
- DSC-P7 (3.1 мегапикселей, трансфокатор 3x, 39-117 эквивалент 35-мм плёнке, экран 1.5", питание NP-FC11);
- DSC-P8 (5 мегапикселей, трансфокатор 3x, 38-114 эквивалент 35-мм плёнке, экран 1.5", питание NP-FC11);
- DSC-P9 (4 мегапикселей, трансфокатор 3x, 39-117 эквивалент 35-мм плёнке, экран 1.5", питание NP-FC11);
- DSC-P10 (5 мегапикселей, трансфокатор 3x, 38-114 эквивалент 35-мм плёнке, экран 1.5", питание NP-FC11);
- DSC-P12 (5 мегапикселей, трансфокатор 3x, 38-114 эквивалент 35-мм плёнке, экран 1.5", питание NP-FC11)(В комплектацию входят 2 аккумулятора NP-FC11 и кожаный чехол);
- DSC-P20 (1,3 мегапикселей, 42 мм эквивалент 35-мм плёнке, экран 1.6", питание Никель-металл-гидридные аккумуляторы размера AA);
- DSC-P30 (1,3 мегапикселей, трансфокатор 3x, 41-123 мм эквивалент 35-мм плёнке, экран 1.6", питание Никель-металл-гидридные аккумуляторы размера AA);
- DSC-P31 (2 мегапикселей, 33 мм эквивалент 35-мм плёнке, экран 1.6", питание Никель-металл-гидридные аккумуляторы размера AA);
- DSC-P32 (3,2 мегапикселей, 33 мм эквивалент 35-мм плёнке, экран 1.6", питание Никель-металл-гидридные аккумуляторы размера AA);
- DSC-P41 (4 мегапикселей, 33 мм эквивалент 35-мм плёнке, экран 1.5", питание Никель-металл-гидридные аккумуляторы размера AA);
- DSC-P43 (4 мегапикселей, 33 мм эквивалент 35-мм плёнке, экран 1.5", питание Никель-металл-гидридные аккумуляторы размера AA);
- DSC-P50 (1,9 мегапикселей, трансфокатор 3x, 41-126 эквивалент 35-мм плёнке, экран 1.5", питание Никель-металл-гидридные аккумуляторы размера AA);
- DSC-P51 (2 мегапикселей, трансфокатор 2x, 41-82 эквивалент 35-мм плёнке, экран 1.6", питание Никель-металл-гидридные аккумуляторы размера AA);
- DSC-P52 (3.2 мегапикселей, трансфокатор 2x, 41-82 эквивалент 35-мм плёнке, экран 1.6", питание Никель-металл-гидридные аккумуляторы размера AA);
- DSC-P71 (3.2 мегапикселей, трансфокатор 3x, 39-117 эквивалент 35-мм плёнке, экран 1.5", питание Никель-металл-гидридные аккумуляторы размера AA);
- DSC-P72 (3.2 мегапикселей, трансфокатор 3x, 39-117 эквивалент 35-мм плёнке, экран 1.5", питание Никель-металл-гидридные аккумуляторы размера AA);
- DSC-P73 (4.1 мегапикселей, трансфокатор 3x, 39-117 эквивалент 35-мм плёнке, экран 1.5", питание Никель-металл-гидридные аккумуляторы размера AA);
- DSC-P92 (5.1 мегапикселей, трансфокатор 3x, 39-117 эквивалент 35-мм плёнке, экран 1.5", питание Никель-металл-гидридные аккумуляторы размера AA);
- DSC-P93 (5.1 мегапикселей, трансфокатор 3x, 38-114 эквивалент 35-мм плёнке, экран 1.5", питание Никель-металл-гидридные аккумуляторы размера AA);
- DSC-P100 (5.1 мегапикселей, трансфокатор 3x, 38-114 эквивалент 35-мм плёнке, экран 1.8", питание аккумулятор NP-FR1);
- DSC-P120 (5.1 мегапикселей, трансфокатор 3x, 38-114 эквивалент 35-мм плёнке, экран 1.8", питание аккумулятор NP-FR1);
- DSC-P150 (7.2 мегапикселей, трансфокатор 3x, 38-114 эквивалент 35-мм плёнке, экран 1.8", питание аккумулятор NP-FR1);
- DSC-P200 (7.2 мегапикселей, трансфокатор 3x, 38-114 эквивалент 35-мм плёнке, экран 2", питание аккумулятор NP-FR1);

### Серия R
- DSC-R1 (2005—2006, 10,3 мегапикселей, трансфокатор 5x)[11][12]. Псевдозеркальный цифровой фотоаппарат с форматом сенсора APS-C.

### Серия S

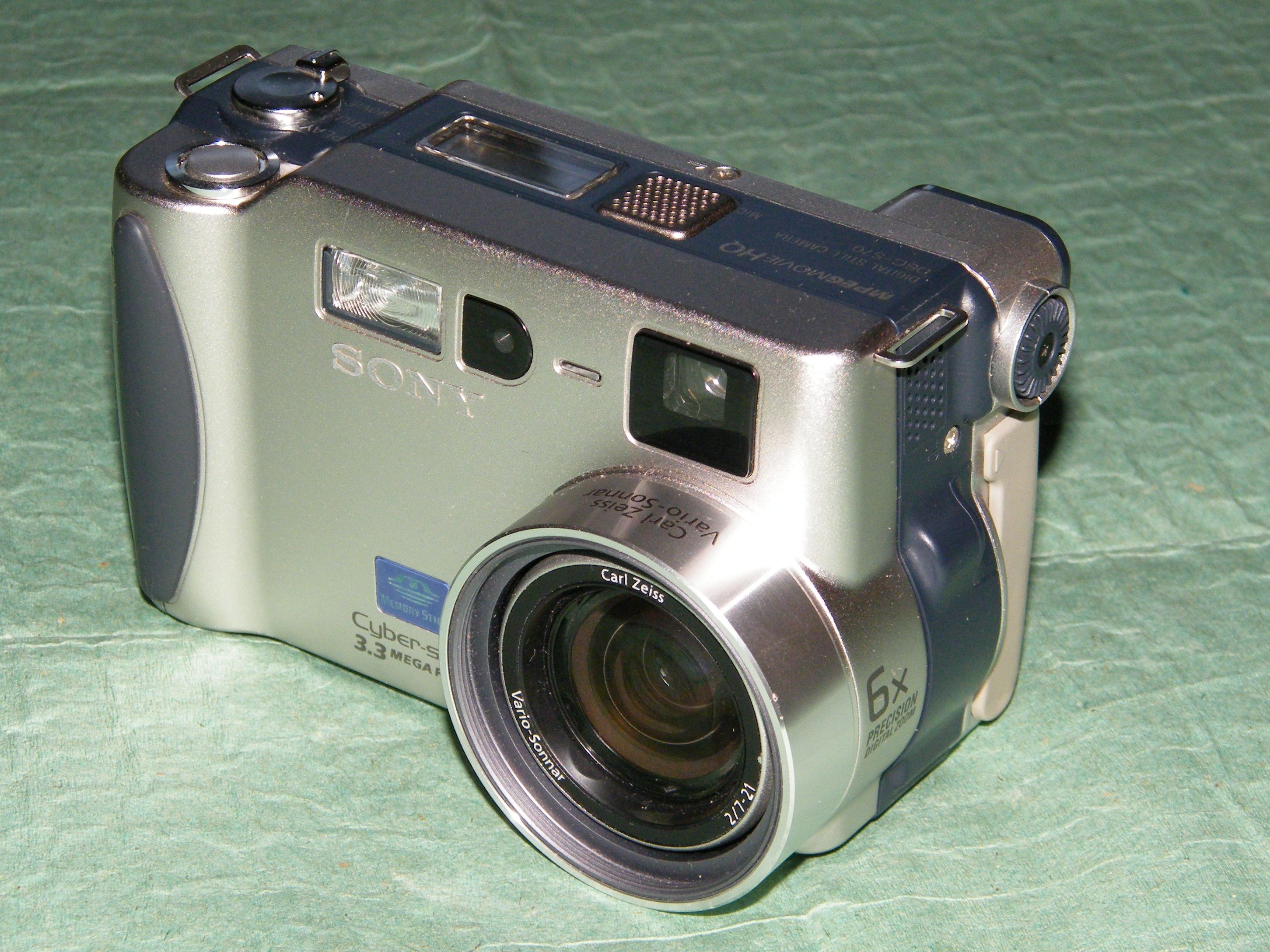
Sony Cyber-shot DSC-S70

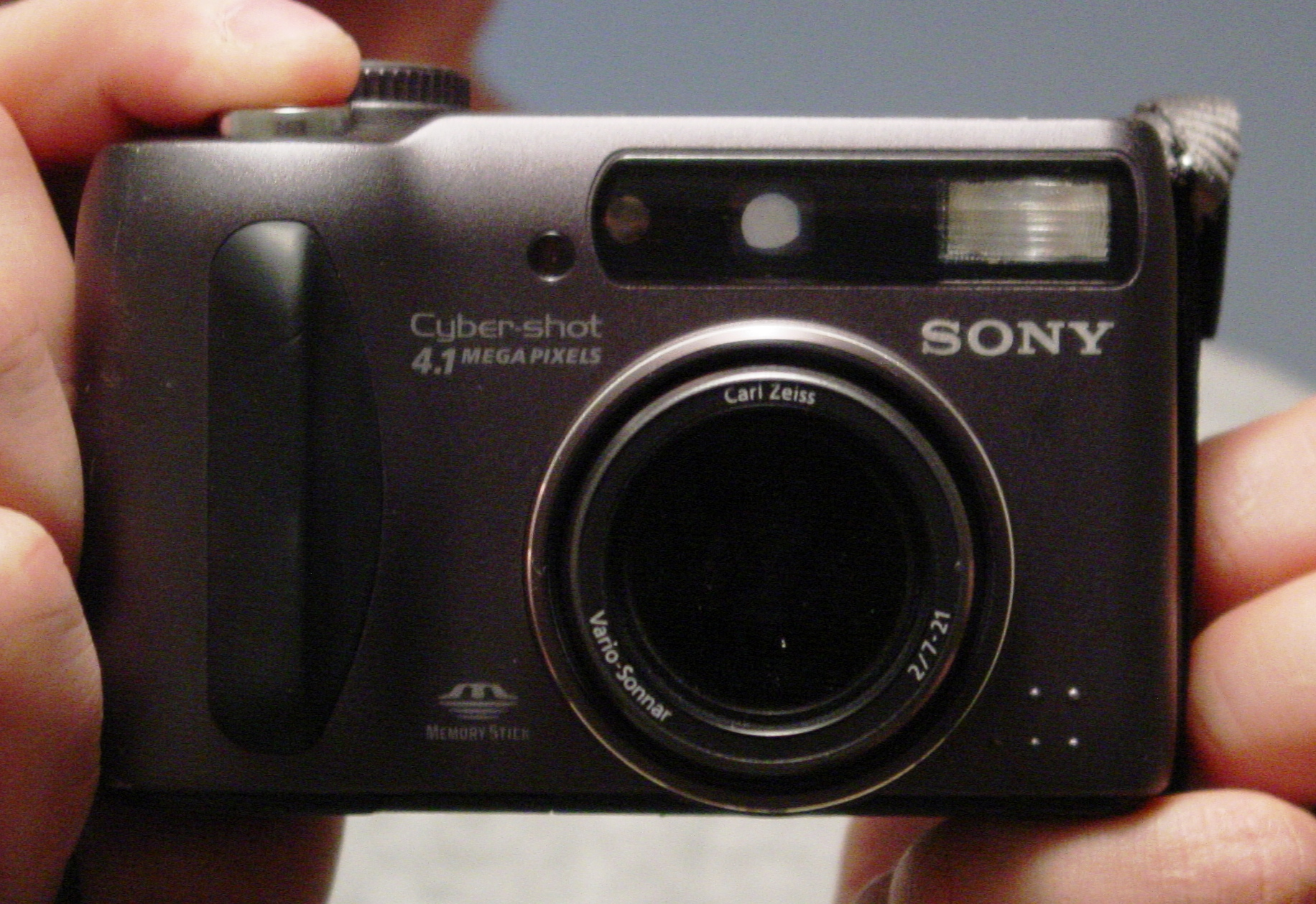
Sony Cyber-shot DSC-S85

- DSC-S30 (2000, 1,3 мегапикселей, трансфокатор 3x);
- DSC-S40 (2005, 1,5" TFT-экран, 4,0 мегапикселей, трансфокатор 3x), снята с производства;
- DSC-S50 (2005, 2,1 мегапикселей, трансфокатор 3x);
- DSC-S60 (2005, 2" TFT-экран, 4,0 мегапикселей)[13];
- DSC-S70 (2000, 3,3 мегапикселей)[14];
- DSC-S75 (2001, 3,3 мегапикселей)[15];
- DSC-S80 (2005, 4,1 мегапикселей, трансфокатор 3x)[16];
- DSC-ST80 (2005, 4,1 мегапикселей, трансфокатор 3x)[17];
- DSC-S85 (2001, 4,1 мегапикселей)(Премия EISA в категории лучшая цифровая камера компакт класса 2001—2002 года[18];
- DSC-S90 (2005, 4,1 мегапикселей, трансфокатор 3x)[19];
- DSC-S500 (6,0 мегапикселей, трансфокатор 3x)[20];
- DSC-S600 (2006, 6,0 мегапикселей, оптическое увеличение 3x)[21];
- DSC-S650 (2007, 7,2 мегапикселей, трансфокатор 3x);
- DSC-S700 (2007, 7,2 мегапикселей, трансфокатор 3x);
- DSC-S730 (2008, 7,2 мегапикселей, трансфокатор 3x);
- DSC-S750 (2008, 7,2 мегапикселей, трансфокатор 3x);
- DSC-S780 (2008, 8,1 мегапикселей, трансфокатор 3x);
- DSC-S800 (2007, 8,1 мегапикселей, трансфокатор 6x);

### Серия T
- DSC-T1 (5.1 мегапикселей, объектив Carl Zeiss Vario-Tessar, трансфокатор 3x, 38-114 эквивалент 35-мм плёнке, экран 2.5", питание аккумулятор NP-FT1);
- DSC-T2 (8 мегапикселей, объектив Carl Zeiss Vario-Tessar, трансфокатор 3x, 38-114 эквивалент 35-мм плёнке, экран 2.7", питание аккумулятор NP-BD1);
- DSC-T3 (5.1 мегапикселей, объектив Carl Zeiss Vario-Tessar, трансфокатор 3x, 38-114 эквивалент 35-мм плёнке, экран 2.5", питание аккумулятор NP-FT1);
- DSC-T5 (5.1 мегапикселей, объектив Carl Zeiss Vario-Tessar, трансфокатор 3x, 38-114 эквивалент 35-мм плёнке, экран 2.5", питание аккумулятор NP-FT1);
- DSC-T7 (5.1 мегапикселей, объектив Carl Zeiss Vario-Tessar, трансфокатор 3x, 38-114 эквивалент 35-мм плёнке, экран 2.5", питание аккумулятор NP-FE1);
- DSC-T9 (6 мегапикселей, объектив Carl Zeiss Vario-Tessar, трансфокатор 3x, 38-114 эквивалент 35-мм плёнке, экран 2.5", питание аккумулятор NP-FT1);
- DSC-T10 (7.2 мегапикселей, объектив Carl Zeiss Vario-Tessar, трансфокатор 3x, 38-114 эквивалент 35-мм плёнке, экран 2.5", питание аккумулятор NP-FT1);
- DSC-T20 (8 мегапикселей, объектив Carl Zeiss Vario-Tessar, трансфокатор 3x, 38-114 эквивалент 35-мм плёнке, экран 2.5", питание аккумулятор NP-BG1);
- DSC-T25 (8 мегапикселей, объектив Carl Zeiss Vario-Tessar, трансфокатор 3x, 38-114 эквивалент 35-мм плёнке, экран 3", питание аккумулятор NP-BG1);
- DSC-T30 (7.2 мегапикселей, объектив Carl Zeiss Vario-Tessar, трансфокатор 3x, 38-114 эквивалент 35-мм плёнке, экран 3", питание аккумулятор NP-FR1);
- DSC-T33 (5.1 мегапикселей, объектив Carl Zeiss Vario-Tessar, трансфокатор 3x, 38-114 эквивалент 35-мм плёнке, экран 3", питание аккумулятор NP-FT1);
- DSC-T50 (7.2 мегапикселей, объектив Carl Zeiss Vario-Tessar, трансфокатор 3x, 38-114 эквивалент 35-мм плёнке, экран 3", питание аккумулятор NP-FR1);
- DSC-T75 (8 мегапикселей, объектив Carl Zeiss Vario-Tessar, трансфокатор 3x, 38-114 эквивалент 35-мм плёнке, экран 3", питание аккумулятор NP-BD1);
- DSC-T77 (10 мегапикселей, объектив Carl Zeiss Vario-Tessar, трансфокатор 4x, 35-140 эквивалент 35-мм плёнке, экран 3,5", питание аккумулятор NP-BG1);
- DSC-T99 (модель 2010 года, 14 мегапикселей, объектив Carl Zeiss Vario-Tessar, трансфокатор 4x, экран 3", питание аккумулятор NP-BN1);
- DSC-T100 (8 мегапикселей, объектив Carl Zeiss Vario-Tessar, трансфокатор 5x, 35-175 эквивалент 35-мм плёнке, экран 3,5", питание аккумулятор NP-BG1);
- DSC-T200 (8,1 мегапикселей, объектив Carl Zeiss Vario-Tessar, трансфокатор 5x, 35-175 эквивалент 35-мм плёнке, экран 3,5", питание аккумулятор NP-BD1);
- DSC-T300 (10,1 мегапикселей, объектив Carl Zeiss Vario-Tessar, трансфокатор 5x, 33-165 эквивалент 35-мм плёнке, экран 3,5", питание аккумулятор NP-BD1);
- DSC-T500 (10,1 мегапикселей, объектив Carl Zeiss Vario-Tessar, трансфокатор 5x, 33-165 эквивалент 35-мм плёнке, экран 3,5", питание аккумулятор NP-BD1);
- DSC-T700 (10,1 мегапикселей, объектив Carl Zeiss Vario-Tessar, трансфокатор 4x, 35-140 эквивалент 35-мм плёнке, экран 3,5", 4Гб встроенной памяти, питание аккумулятор NP-BN1);
- DSC-TX9 (2010 года модель, 12,2 мегапикселей, объектив Carl Zeiss Vario-Tessar, трансфокатор 4x, 25-100 эквивалент 35-мм плёнке, экран 3,5", матрица Exmor R, видео FullHD, питание аккумулятор NP-BN1);
- DSC-TX10 (2011 года модель, 16,2 мегапикселей, объектив Carl Zeiss Vario-Tessar, трансфокатор 4x, 25-100 эквивалент 35-мм плёнке, экран 3,5", матрица Exmor R, видео FullHD, водо- пыле- защитный корпус, ударопрочная, питание аккумулятор NP-BN1);
- DSC-TX100V (2011 года модель, 16,2 мегапикселей, объектив Carl Zeiss Vario-Tessar, трансфокатор 4x, 25-100 эквивалент 35-мм плёнке, экран 3,5", матрица Exmor R, видео FullHD, GPS, питание аккумулятор NP-BN1);
- DSC-TX20 (2012 года модель, 16,2 мегапикселей, объектив Carl Zeiss Vario-Tessar, трансфокатор 4x, 25-100 эквивалент 35-мм плёнке, экран 3,5", матрица Exmor R, видео FullHD, водо- пыле- защитный корпус, ударопрочная, питание аккумулятор NP-BN1), усовершенствованная версия DSC-TX10;
- DSC-TX30 (2013 года модель, 18,2 мегапикселей, объектив Carl Zeiss Vario-Tessar, трансфокатор 5x, 23-130 эквивалент 35-мм плёнке, экран 3,3", матрица Exmor R CMOS, видео FullHD 50i, водо- пыле- защитный корпус, ударопрочная, питание аккумулятор NP-BN1), усовершенствованная версия DSC-TX20;

### Серия U
DSC-U10 :: DSC-U20 :: DSC-U30 :: DSC-U40 :: DSC-U50

### Серия V
- DSC-V1 (5 мегапикселей, объектив Carl Zeiss® Vario Sonnar, трансфокатор 4x(эквивалент плёнке 35 мм. 34 — 136)

, экран 1,5", питание NP-FC11, премия EISA 2003-04 в категории лучшей цифровой компактной камеры);
- DSC-V3 (7,2 мегапикселей, объектив Carl Zeiss® Vario Sonnar, трансфокатор 4x(эквивалент плёнке 35 мм. 34 — 136)

, экран 2,5", питание NP-FR1);

### Серия W
Камеры имеют широкоугольный объектив и специальное покрытие
- DSC-W1 (5.1 мегапикселей, объектив Carl Zeiss Vario-Tessar, трансфокатор 3x, экран 2,5", питание батареи тип АА или аккумуляторы);
- DSC-W12 (5.1 мегапикселей, объектив Carl Zeiss Vario-Tessar, трансфокатор 3x, экран 2,5")(Версия DSC-W1 чёрного цвета с кожаной сумкой и дополнительными аккумуляторамиб батареи тип АА или аккумуляторы);
- DSC-W5 (5.1 мегапикселей, объектив Carl Zeiss Vario-Tessar, трансфокатор 3x, экран 2,5", батареи тип АА или аккумуляторы)(усовершенствованная версия DSC-W1);
- DSC-W15 (5.1 мегапикселей, объектив Carl Zeiss Vario-Tessar, трансфокатор 3x, экран 2,5", батареи тип АА или аккумуляторы)(Версия DSC-W5 чёрного цвета с кожаной сумкой и дополнительными аккумуляторами);
- DSC-W7 (7,2 мегапикселей, объектив Carl Zeiss Vario-Tessar, трансфокатор 3x, экран 2,5", батареи тип АА или аккумуляторы)(усовершенствованная версия DSC-W5);
- DSC-W17 (7,2 мегапикселей, объектив Carl Zeiss Vario-Tessar, трансфокатор 3x, экран 2,5", батареи тип АА или аккумуляторы)(Версия DSC-W7 чёрного цвета с кожаной сумкой и дополнительными аккумуляторами);
- DSC-W30 (6 мегапикселей, объектив Carl Zeiss Vario-Tessar, трансфокатор 3x,38-114 эквивалент 35-мм плёнке, экран 2", питание аккумулятор NP-BG1);
- DSC-W35 (7,2 мегапикселей, объектив Carl Zeiss Vario-Tessar, трансфокатор 3x,38-114 эквивалент 35-мм плёнке, экран 2", питание аккумулятор NP-BG1);
- DSC-W40 (6 мегапикселей, объектив Carl Zeiss Vario-Tessar, трансфокатор 3x,38-114 эквивалент 35-мм плёнке, экран 2", питание аккумулятор NP-BG1);
- DSC-W50 (6 мегапикселей, объектив Carl Zeiss Vario-Tessar, трансфокатор 3x,38-114 эквивалент 35-мм плёнке, экран 2,5", питание аккумулятор NP-BG1);
- DSC-W55 (7,2 мегапикселей, объектив Carl Zeiss Vario-Tessar, трансфокатор 3x,38-114 эквивалент 35-мм плёнке, экран 2,5", питание аккумулятор NP-BG1);
- DSC-W70 (7,2 мегапикселей, объектив Carl Zeiss Vario-Tessar, трансфокатор 3x,38-114 эквивалент 35-мм плёнке, экран 2,5", питание аккумулятор NP-BG1);
- DSC-W80 (7,2 мегапикселей, объектив Carl Zeiss Vario-Tessar, трансфокатор 3x,35-105 эквивалент 35-мм плёнке, экран 2,5", питание аккумулятор NP-BG1);
- DSC-W85 (7,2 мегапикселей, объектив Carl Zeiss Vario-Tessar, трансфокатор 3x,35-105 эквивалент 35-мм плёнке, экран 2,5", питание аккумулятор NP-BG1); (Усовершенствованная версия DSC-W80)
- DSC-W90 (8,1 мегапикселей, объектив Carl Zeiss Vario-Tessar, трансфокатор 3x,35-105 эквивалент 35-мм плёнке, экран 2,5", питание аккумулятор NP-BG1); (Усовершенствованная версия DSC-W85)
- DSC-W100 (8,1 мегапикселей, объектив Carl Zeiss Vario-Tessar, трансфокатор 3x,35-105 эквивалент 35-мм плёнке, экран 2,5", питание аккумулятор NP-BG1);
- DSC-W110 (7,2 мегапикселей, объектив Carl Zeiss Vario-Tessar, трансфокатор 4x,32-128 эквивалент 35-мм плёнке, экран 2,5", питание аккумулятор NP-BG1);
- DSC-W115 (7,2 мегапикселей, объектив Carl Zeiss Vario-Tessar, трансфокатор 4x,32-128 эквивалент 35-мм плёнке, экран 2,5", питание аккумулятор NP-BG1);

- DSC-W120 (7,2 мегапикселей, объектив Carl Zeiss Vario-Tessar, трансфокатор 4x,32-128 эквивалент 35-мм плёнке, экран 2,5", питание аккумулятор NP-BG1);

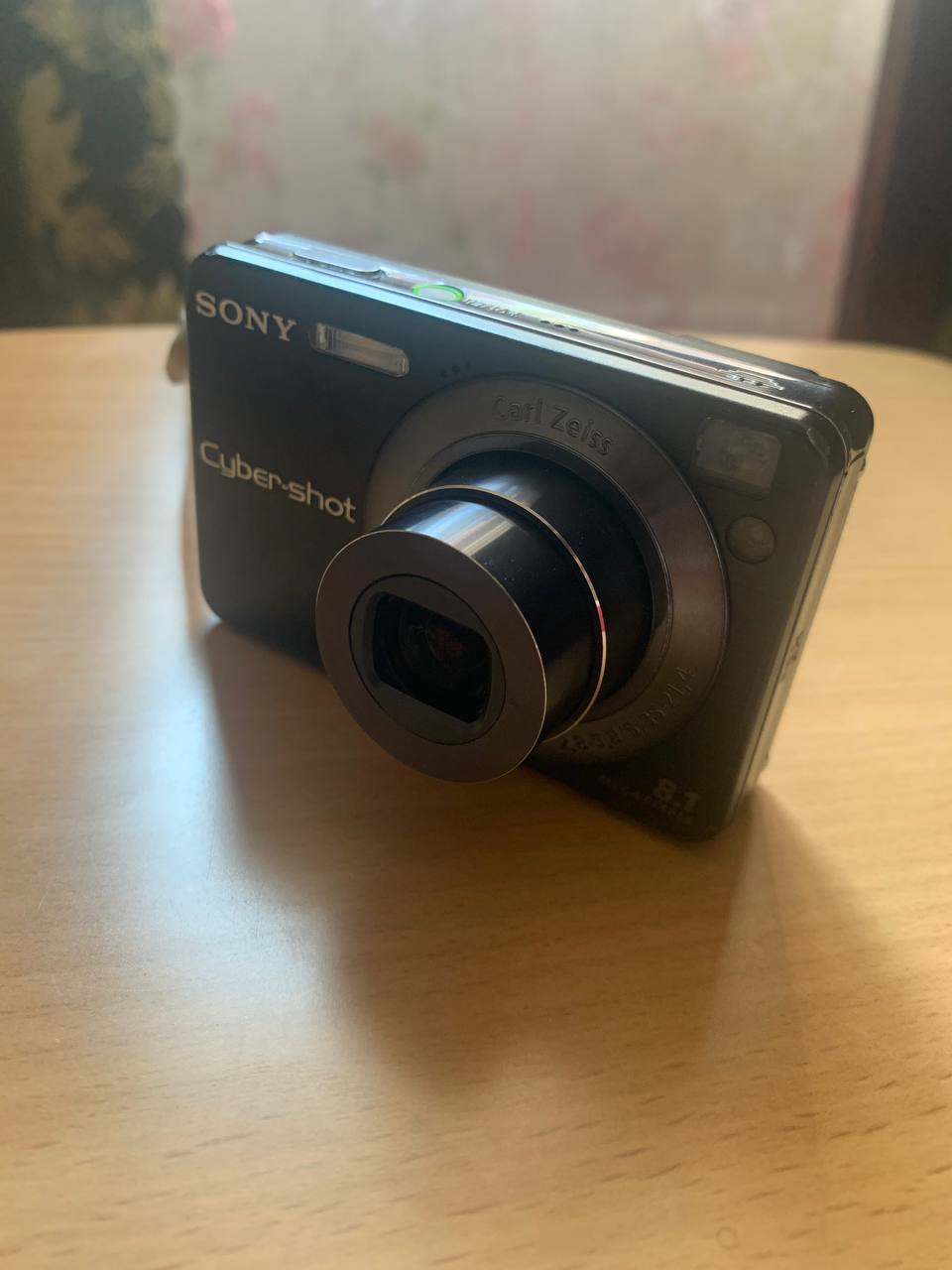
Sony Cyber-shot DSC-W130

- DSC-W125 (7,2 мегапикселей, объектив Carl Zeiss Vario-Tessar, трансфокатор 4x,32-128 эквивалент 35-мм плёнке, экран 2,5", питание аккумулятор NP-BG1);

- DSC-W130 (8,1 мегапикселей, объектив Carl Zeiss Vario-Tessar, трансфокатор 4x,32-128 эквивалент 35-мм плёнке, экран 2,5", питание аккумулятор NP-BG1);
- DSC-W150 (8,1 мегапикселей, объектив Carl Zeiss Vario-Tessar, трансфокатор 5x,30-150 эквивалент 35-мм плёнке, экран 2,7", питание аккумулятор NP-BG1);
- DSC-W170 (10,1 мегапикселей, объектив Carl Zeiss Vario-Tessar, трансфокатор 5x,28-140 эквивалент 35-мм плёнке, экран 2,7", питание аккумулятор NP-BG1);
- DSC-W180 (10,1 мегапикселей, объектив Carl Zeiss Vario-Tessar, трансфокатор 3x,35-105 эквивалент 35-мм плёнке, экран 2,7", питание аккумулятор NP-BG1);
- DSC-W190 (12 мегапикселей, объектив Carl Zeiss Vario-Tessar, трансфокатор 3x,35-105 эквивалент 35-мм плёнке, экран 2,7", питание аккумулятор NP-BG1);
- DSC-W200 (12 мегапикселей, объектив Carl Zeiss Vario-Tessar, трансфокатор 3x,35-105 эквивалент 35-мм плёнке, экран 2,5", питание аккумулятор NP-BG1);
- DSC-W220 (12 мегапикселей, объектив Carl Zeiss Vario-Tessar, трансфокатор 4x,30-120 эквивалент 35-мм плёнке, экран 2,7", питание аккумулятор NP-BG1);
- DSC-W300 (13,6 мегапикселей, объектив Carl Zeiss Vario-Tessar, трансфокатор 3x,35-105 эквивалент 35-мм плёнке, экран 2,7", питание аккумулятор NP-BG1);
- DSC-W320 (14,1 мегапикселей, объектив Carl Zeiss Vario-Tessar, трансфокатор 4x,26-105 эквивалент 35-мм плёнке, экран 2,7", питание аккумулятор NP-BN1);
- DSC-W380 (2011 года модель, 14,1 мегапикселей, объектив Carl Zeiss Vario-Tessar, трансфокатор 5x, 24-120 эквивалент 35-мм плёнке, экран 2,7", питание аккумулятор NP-BN1);
- DSC-W510 (2011 года модель, 12,1 мегапикселей, объектив Carl Zeiss Vario-Tessar, трансфокатор 4x, 26-105 эквивалент 35-мм плёнке, экран 2,7", питание аккумулятор NP-BN1);
- DSC-W610 (2012 года модель, 14,1 мегапикселей, объектив Carl Zeiss Vario-Tessar, трансфокатор 4x, 26-105 эквивалент 35-мм плёнке, экран 2,7", питание аккумулятор NP-BN1);
- DSC-W630 (2012 года модель, 16,1 мегапикселей, объектив Carl Zeiss Vario-Tessar, трансфокатор 5x, 25-125 эквивалент 35-мм плёнке, экран 2,7", питание аккумулятор NP-BN1);
- DSC-W690 (2012 года модель, 16,1 мегапикселей, объектив Sony G, трансфокатор 10x, 25-250 эквивалент 35-мм плёнке, экран 2,7", питание аккумулятор NP-BN1);

### Серия WX
- DSC-WX1 (2009 года модель, 10,2 мегапикселей, объектив Sony G, трансфокатор 5x, 24-120 эквивалент 35-мм плёнке, экран 2,7", видео HD720, питание аккумулятор NP-BN1)
- DSC-WX5 (2010 года модель, 12 мегапикселей, объектив Sony G, трансфокатор 5x, 24-120 эквивалент 35-мм плёнке, экран 2,7", матрица Exmor R™, видео FullHD, питание аккумулятор NP-BN1);
- DSC-WX7 (2011 года модель, 16,2 мегапикселей, объектив Carl Zeiss Vario-Tessar, трансфокатор 5x, 25-155 эквивалент 35-мм плёнке, экран 2,7", матрица Exmor R™, видео FullHD, питание аккумулятор NP-BN1);
- DSC-WX10 (2011 года модель, 16,2 мегапикселей, объектив Sony G, трансфокатор 7x, 24-168 эквивалент 35-мм плёнке, экран 2,8", матрица Exmor R™, видео FullHD, питание аккумулятор NP-BG1);
- DSC-WX30 (2011 года модель, 16,2 мегапикселей, объектив Carl Zeiss Vario-Tessar, трансфокатор 5x, 25-125 эквивалент 35-мм плёнке, экран 2,8", матрица Exmor R™, видео FullHD, питание аккумулятор NP-BN1);
- DSC-WX50 (2012 года модель, 16,2 мегапикселей, объектив Carl Zeiss Vario-Tessar, трансфокатор 5x, 25-125 эквивалент 35-мм плёнке, экран 2,7", матрица Exmor R™, видео FullHD, питание аккумулятор NP-BN1) Усовершенствованная версия DSC-WX7;
- DSC-WX100 (2012 года модель, 18,2 мегапикселей, объектив Sony G, трансфокатор 10x, 25-125 эквивалент 35-мм плёнке, экран 2,7", матрица Exmor R™, видео FullHD, питание аккумулятор NP-BN1);
- DSC-WX200 (2013 года модель, 18,2 мегапикселей, объектив Sony G, трансфокатор 10x, 25-250 эквивалент 35-мм плёнке, экран 2,7", матрица Exmor R™, видео FullHD, Wi-Fi, питание аккумулятор NP-BN1);
- DSC-WX220 (2014 года модель, 18,2 мегапикселей, объектив Sony G, трансфокатор 10x, 25-250 эквивалент 35-мм плёнке, экран 2,7", матрица Exmor R™ CMOS, видео FullHD 50p, Wi-Fi, питание аккумулятор NP-BN1);
- DSC-WX300 (2014 года модель, 18,2 мегапикселей, объектив Sony G, трансфокатор 20x, 25-500 эквивалент 35-мм плёнке, экран 3.0", матрица Exmor R™ CMOS, видео FullHD 50i, Wi-Fi, питание аккумулятор NP-BN1);
- DSC-WX350 объектив Sony G, трансфокатор 20x, 25-500 эквивалент 35-мм плёнке, экран 3.0", матрица Exmor R™ CMOS, видео FullHD 50p, Wi-Fi, питание аккумулятор NP-BN1);
- DSC-WX500 (информации пока нет)

### Серия RX
- DSC-RX100 (2012 года модель, размер матрицы 1", 20 мегапикселей, объектив Carl Zeiss Vario-Sonar T*, трансфокатор 3.6x, 28-100 эквивалент 35-мм плёнке, экран 3", видео HD 1080x1920 50p, питание аккумулятор NP-BX1)
- DSC-RX100 II (2013 года модель, размер матрицы 1", 20 мегапикселей, объектив Carl Zeiss Vario-Sonar T*, трансфокатор 3.6x, 28-100 эквивалент 35-мм плёнке, экран 3", видео HD 1080x1920 50p, крепление для внешней вспышки, питание аккумулятор NP-BX1)
- DSC-RX100 III (2014 года модель, размер матрицы 1", 20,2 мегапикселей, объектив Carl Zeiss Vario-Sonar T*, трансфокатор 2.9x, 24-70 эквивалент 35-мм плёнке, экран 3", встроенный электронный видоискатель, видео AVCHD/ XAVC S 50p/25p, Wi-Fi, NFC, питание аккумулятор NP-BX1)
- DSC-RX100 IV (2015 года модель, размер матрицы 1", 20,2 мегапикселей, объектив Carl Zeiss Vario-Sonar T*, трансфокатор 2.9x, 24-70 эквивалент 35-мм плёнке, экран 3", встроенный электронный видоискатель, видео 4K (UHD), AVCHD/ XAVC S 50p/25p, Wi-Fi, NFC, питание аккумулятор NP-BX1)
- DSC-RX1 (2012 года модель, размер матрицы 24×36 мм, 20 мегапикселей, объектив Carl Zeiss Sonar 2/35мм T*, экран 3", видео HD 1080x1920 50p, питание аккумулятор NP-BX1)